# 鎌倉まめや

1960年頃の前身の相模屋本店

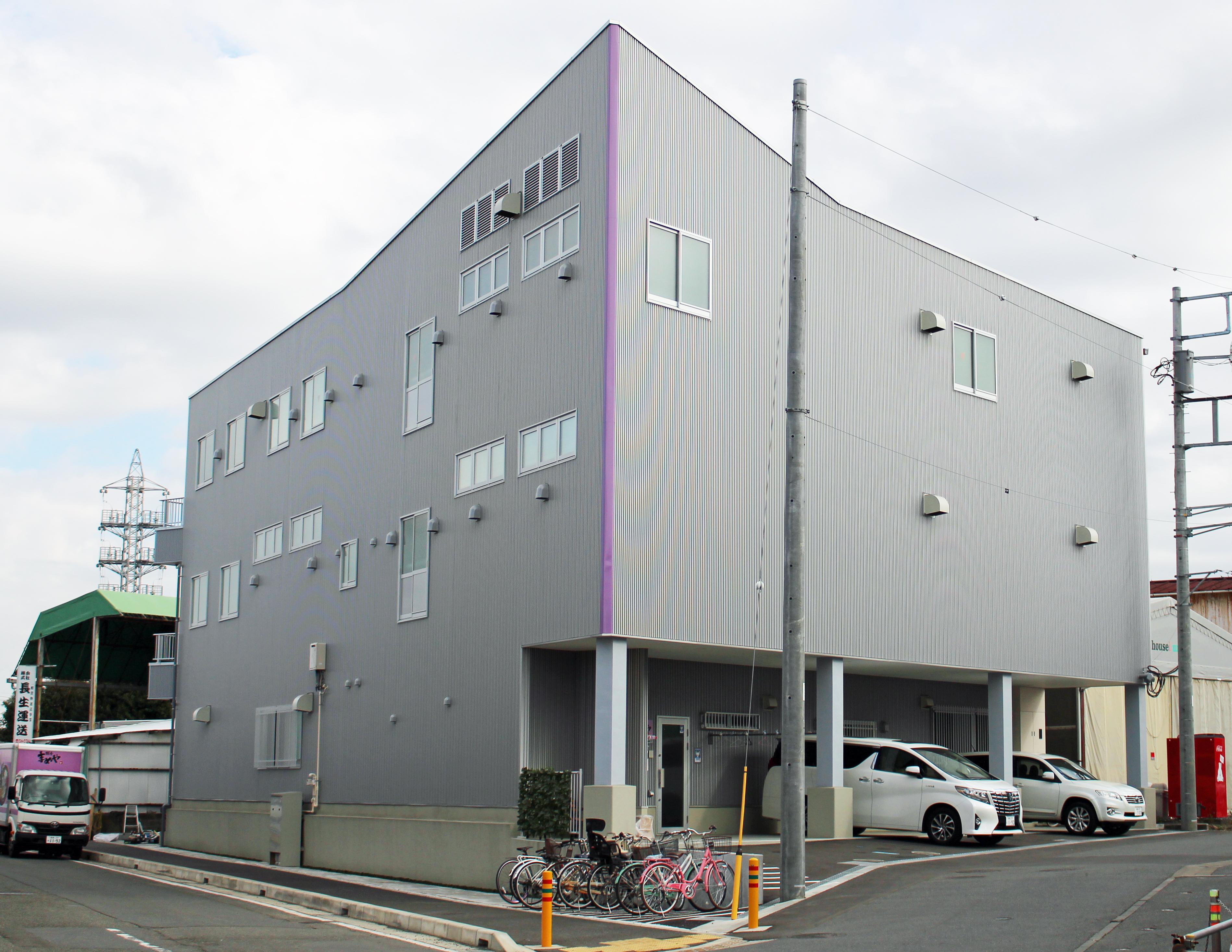
鎌倉まめや商品センター

株式会社鎌倉まめや（かまくらまめや）は、神奈川県鎌倉市長谷にある豆菓子専門店である。
季節の豆菓子や月替わりの豆菓子などの創作豆菓子を製造している。主に鎌倉市を中心に神奈川県内で販売をしている。

## 沿革
- 1954年 - 神奈川県二宮町で桐山茂が創業
- 1959年 - 神奈川県茅ケ崎市に移転
- 1971年 - 法人化 有限会社さがみや
- 1989年 - 鎌倉小町通り店開店
- 1997年 - 桐山章伸社長就任
- 2000年 - 鎌倉店を鎌倉まめやに改称
- 2007年 - 鎌倉駅ビル店開店
- 2009年 - 長谷本店開店
- 2011年 - 株式会社に組織変更 鎌倉まめやに改称 本社を現在地に移転 小町通り店全面改装
- 2012年 - そごう横浜店に開店
- 2016年 - 商品センターに移転 小町通り店増床
- 2017年 - 鎌倉駅ビル改装に伴い新装開店
- 2019年 - 小町通り店増床
- 2020年 - 大船ルミネ店

## 店舗
- 鎌倉長谷本店
- 鎌倉小町通り店
- シァル鎌倉店
- 横浜店 そごう横浜店内
- 大船ルミネ店